# فرودگاه کویگیلینگوک
فرودگاه کویگیلینگوک  (به انگلیسی: Kwigillingok Airport) یک فرودگاه همگانی با کد یاتا KWK است که یک باند فرود شن دارد و طول باند آن ۷۶۵ متر است. این فرودگاه در کشور ایالات متحده آمریکا قرار دارد و در ارتفاع ۵ متری از سطح دریا واقع شده است.